# Zámrsky
Zámrsky – gmina w Czechach, w powiecie Przerów, w kraju ołomunieckim. Według danych z dnia 1 stycznia 2012 liczyła 228 mieszkańców.